# Feestdagen in Roemenië

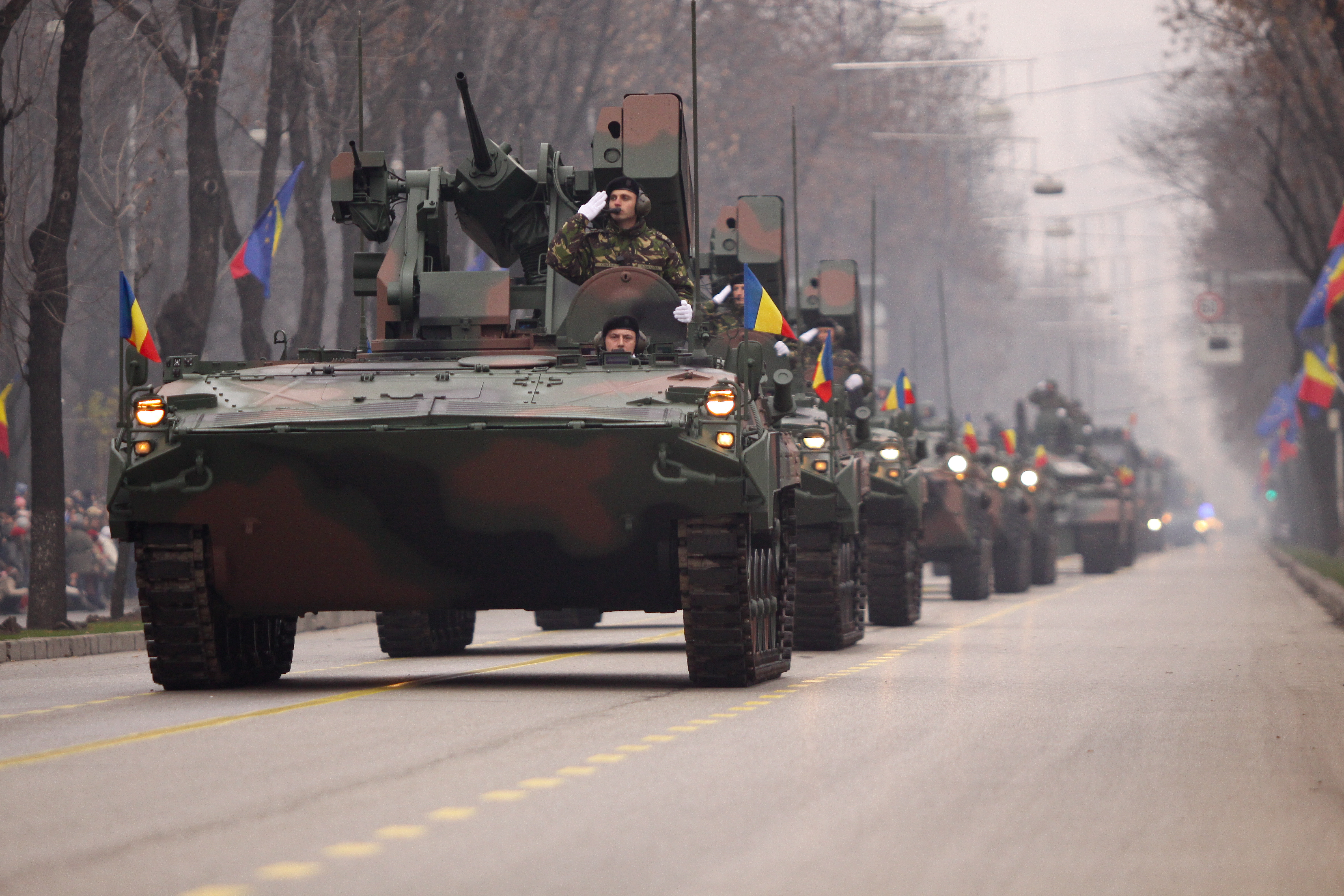
Parade tijdens de Nationale feestdag in 2009.

Dit artikel gaat over de feestdagen in Roemenië.
De Roemeens-orthodoxe Kerk kent ook vele kerkelijke feest- en gedenkdagen. Ook worden naamdagen in Roemenië gevierd. Al deze dagen staan vaak op een Roemeens-Orthodoxe kalender.

## Officiële vrije feestdagen
| Datum                  | Roemeense naam            | Nederlandse vertaling               | Opmerkingen |
| ---------------------- | ------------------------- | ----------------------------------- | --- |
| 1 januari en 2 januari | Anul Nou                  | Nieuwjaar                           | |
| 24 januari             | Ziua Unirii               | Verenigingsdag                      | |
| april/mei              | Paștele                   | Pasen                               | In Roemenië wordt er Orthodoxe Pasen gevierd. Hoewel Pasen drie dagen lang duurt in Roemenië, is men alleen op zondag en maandag vrij. |
| 1 mei                  | Ziua muncii               | Dag van de Arbeid                   | Internationale Arbeidsdag |
| mei/juni               | Rusaliile                 | Pinksteren                          | |
| 15 augustus            | Adormirea Maicii Domnului | Onze-Lieve-Vrouw-Hemelvaart         | |
| 1 december             | Ziua națională            | Nationale feestdag (Verenigingsdag) | Op deze dag wordt de vereniging (1918) van Transsylvanië en Koninkrijk Roemenië gevierd.                                               |
| 25/26 december         | Crăciunul                 | Kerstmis                            | Kerst duurt zoals Pasen drie dagen, maar er zijn maar twee vrije dagen.                                                                |

## Andere officiële feestdagen
| Datum      | Roemeense naam                    | Nederlandse vertaling           | Opmerkingen |
| ---------- | --------------------------------- | ------------------------------- | --- |
| 8 maart    | Ziua Femeii                       | Internationale Vrouwendag       | Fungeert in de praktijk als vrouwendag.                                                                                         |
| mei/juni   | Ziua Eroilor (Înălțarea Domnului) | Heldendag (Hemelvaartsdag)      | Wordt gevierd op de 40e dag na Pasen                                                                                            |
| 1 juni     | Ziua Copilului                    | Kinderdag                       | |
| 26 juni    | Ziua Tricolorului                 | Vlaggendag                      | |
| 29 juli    | Ziua Imnului național             | Dag van het nationale volkslied | De dag dat Deșteaptă-te, române, het Roemeense volkslied, voor het eerst werd gezongen. Dit gebeurde in Râmnicu Vâlcea in 1848. |
| 8 december | Ziua Constituției                 | Constitutiedag                  | Referendum over de Roemeense Constitutie werd gehouden in 1991                                                                  |

## Traditionele festivals en feestdagen
| Datum       | Naam            | Opmerkingen                                   |
| ----------- | --------------- | --------------------------------------------- |
| 24 februari | Dragobetele     | Zoals Valentijnsdag                           |
| 1 maart     | Mărțișorul      | Festival van de lente                         |
| 6 december  | Sfintul Nicolae | Sinterklaas komt in nacht van 5 op 6 december |

Albanië ·
Andorra ·
Armenië ·
Azerbeidzjan ·
België ·
Bosnië en Herzegovina ·
Bulgarije ·
Cyprus ·
Denemarken ·
Duitsland ·
Estland  ·
Finland ·
Frankrijk ·
Georgië ·
Griekenland ·
Hongarije ·
Ierland ·
IJsland ·
Italië ·
Kazachstan ·
Kosovo ·
Kroatië ·
Letland ·
Liechtenstein ·
Litouwen ·
Luxemburg ·
Malta ·
Moldavië ·
Monaco ·
Montenegro ·
Nederland ·
Noord-Macedonië ·
Noorwegen ·
Oekraïne ·
Oostenrijk ·
Polen ·
Portugal ·
Roemenië ·
Rusland ·
San Marino ·
Servië ·
Slovenië ·
Slowakije ·
Spanje ·
Tsjechië ·
Turkije ·
Vaticaanstad ·
Verenigd Koninkrijk ·
Wit-Rusland ·
Zweden ·
Zwitserland